# 謝安琪演出列表
下表列出謝安琪歷年的各方面演出（音樂、電影及電視除外）、舞台劇、廣播劇、配音、常駐節目等活動紀錄。

## 配音
- 2006年：《加菲貓2》 聲演 麗莎
- 2008年：《大耳仔走天涯》 聲演 豆豆公主
- 2008年：宮崎駿動畫系列 《崖上的波兒》 聲演 理莎
- 2009年：「跑online」 聲演 Kay
- 2010年：「香港國家地理頻道」聲音演出《大遷徙》---覓食求生
- 2012年：《大會堂．五十風華》聲音演出 （香港電台）
- 2012年：《兔俠傳奇》 聲演 牡丹
- 2013年：「香港明珠台」聲音演出《探索非洲》
- 2019年：《反斗奇兵4》 聲演 寶貝

## 舞台劇
- 2006年8月：歌神英雄傳
- 2008年10月：08'森美小儀歌劇團 小孖俠

## 廣播劇
- 商業電台 - 地板對我說（客串）
  - Season 2 飾演 護士（第24集）
- 商業電台 - 黃金少年（客串）
  - Season 1 飾演 節目女主播（第14集）
  - Season 2 飾演 女歌手謝安肥（第7集）
- 香港電台 - 步落平行線（共10集）飾演 楊洋
- 商業電台 - 森之聖誕（不會飛走的氣球、不死心、愛情狗仔隊、提神咖啡、我的家、聖誕再造爸爸）

## 其他影視演出
電視劇
- 2014年：《老表，你好hea！》（TVB） 飾演 謝安琪
- 2016年：《殭》（TVB） 飾演 藍夢南
- 2023年：《法與情》（ViuTV）

微電影
- 2013年：《I Have A Dream》飾演 小安
- 2023年：卧底的退隐生活
- 2025年：祥赌必赢

音樂錄影帶（MV）演出
- 2014年：張智霖《你是如此難以忘記》
- 2014年：蘇永康《有過你》
- 2022年：ERROR《愛情值日生》

## 主持電視節目
以下為主持的電視節目、大型典禮或活動：
- 2008年1月：《第三十屆十大中文金曲頒獎音樂會》（主持）
- 2009年4月： 《第二十八屆香港電影金像獎》頒獎典禮（主持）

- 9月：《細說名城》（主持）

2015
超強選擇1分鐘